# Aspelt (Frisingen)
Aspelt (luxemburgisch Uespeltⓘ) ist ein Ort im Süden des Großherzogtums Luxemburg; er gehört zur Gemeinde Frisingen an der Gander.
Aspelt ist der Geburtsort von Peter von Aspelt (um 1245–1320), Bischof von Basel und Erzbischof von Mainz.